# Église Saint-Jean-l'Évangéliste de Brentford
L'église Saint-Jean-l'Évangéliste de Brentford est une église catholique située à Brentford, dans le borough londonien de Hounslow, en Angleterre,.

## Situation
L'église Saint-Jean-l'Évangéliste est située sous l'autopont de la A4 provenant de Chiswick. Elle est immédiatement accessible par la route A3002 et par la gare de Brentford.

## Architecture
Cette église est construite en briques, comme de nombreux bâtiments aux alentours. Elle comporte une tour trapue et un clocheton octogonal, et au nord, une arcade en fonte. Certaines parties ont été réalisées par l'architecte John Francis Bentley.

## Historique

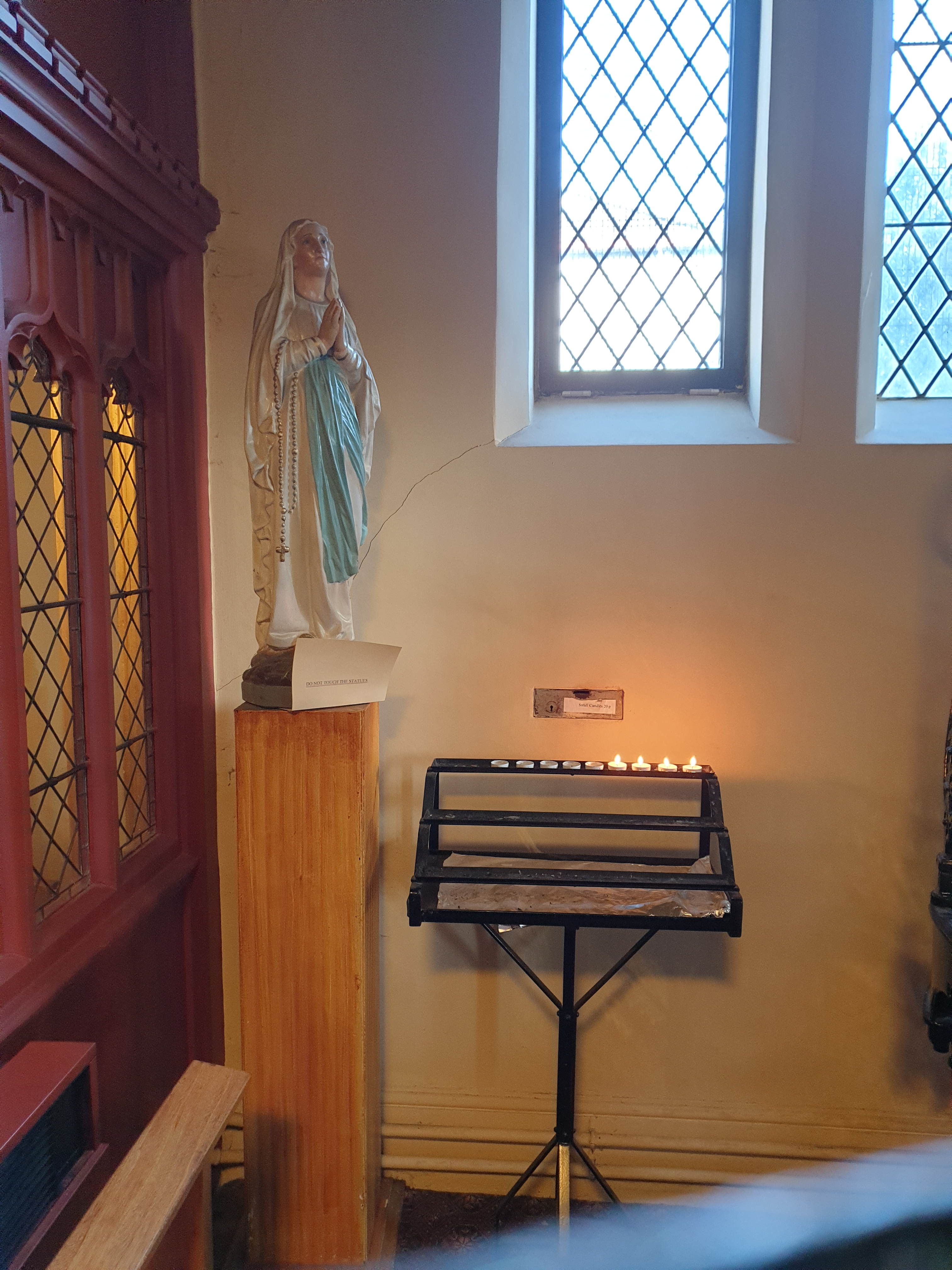
Église Saint-Jean-l'Évangéliste de Brentford.

Pendant l'époque victorienne, de nombreux ouvriers irlandais s'installèrent dans les environs pour travailler à la construction du chemin de fer.
Une mission catholique fut créée à leur intention en 1856. Cette mission occupait une ancienne chapelle baptiste sur la place du Marché à Brentford, quelques centaines de mètres plus au sud.
En 1866, l'accroissement de cette communauté exigea la construction d'une nouvelle église, qui devint Saint-Jean-l'Évangéliste.
En 1879, le révérend J. W. Redman prit en charge cette mission et en 1883, demanda à John Francis Bentley d'apporter quelques améliorations, ce qu'il fit en construisant un mur bas devant l'église, puis l'année suivante, le maître-autel, la chaire, et le retable, ainsi qu'un vitrail représentant saint Jean l'Évangéliste administrant le sacrement à la Bienheureuse Vierge Marie lors de Son couronnement au Ciel. Deux statues d'anges étaient l'œuvre de James Erskine Knox.

## Restauration
En 1976, le maître-autel fut retiré et jeté à la benne, par erreur. La présence fortuite de l'historien de l'architecture Peter Howell permit d'en sauver quelques vestiges, à savoir le frontal, la moitié du retable et deux anges dorés. Pendant plus de quarante ans, ceux-ci furent conservés dans son appartement à Oxford.
À la fin des années 2010, le père Gerard Quinn, curé de la paroisse, demanda à l'architecte Anthony Delarue de redonner à l'église son aspect du XIXe siècle. Kevin Howell peint les évangélistes sur les murs du sanctuaire L'autel a été restauré dans ses couleurs d'origine avec les dorures appropriées, le crucifix et le pélican au sommet du tabernacle réparés.